# Psychomyia neboissi
Psychomyia neboissi is een schietmot uit de familie Psychomyiidae. De soort komt voor in het Oriëntaals gebied.